# Проводи білих ночей
«Проводи білих ночей» — радянський чорно-білий художній телефільм-мелодрама 1969 року, знятий Ленінградським телебаченням.

## Сюжет
У Ленінграді, на проводах білих ночей, юна і по-дитячому наївна Ніна знайомиться з молодим журналістом Валерієм. Дівчина закохується в свого нового друга тим щирим першим коханням, яке буває тільки в 19 років, навіть не підозрюючи, що для такого амбітного естета, як Валерій, це всього лише черговий епізод в нескінченному святі життя. Лейтмотивом фільму, що став культовим для декількох поколінь ленінградців-петербуржців, стали природні декорації прекрасного міста на Неві кінця 1960-х років.

## У ролях
- Галина Нікуліна — Ніна Веретенникова
- Юрій Каморний — Валерик Синіцин, журналіст
- Наталія Патракова — Жанна
- Геннадій Богачов — Герман, друг Валерика, лікар
- Володимир Кочетов — Вітя, друг Валерика, актор
- Лариса Мальованна — Тамара, подруга Валерика
- Тамара Уржумова — Кіра, дружина Валерія
- Віолетта Жухимович — Зіна, наречена Кості
- Валерій Караваєв — Костя Веретенников, старший брат Ніни
- Юхим Каменецький — Воробйов, друг Кості
- Людмила Іванищенко — редактор
- Василь Мінін — Василь Георгійович
- Володимир Заманський — режисер в театрі
- Л. Чорнозьорная — Люда, актриса театру
- Мішель Симон — Мішель Симон
- Анні Дюпре — Анні Дюпре
- Заліка Суле — Заліка Суле
- Тадеуш Ломницький — Тадеуш Ломницький

## Знімальна група
- Режисер — Юліан Паніч
- Сценарист — Віра Панова
- Оператор — Владислав Виноградов
- Композитор — Віктор Лебедєв
- Художники — Лариса Луконіна, Михайло Щеглов